# Serbiens kvindefodboldlandshold
Serbiens kvindefodboldlandshold repræsenterer Serbien i internationale fodboldturneringer for kvinder og kontrolleres af Serbiens fodboldforbund. Holdet var tidligere kendt som Jugoslaviens kvindefodboldlandshold fra 15. januar 1992 til 4. februar 2003, og derefter som Serbiens og Montenegros kvindefodboldlandshold indtil 3. juni 2006, da Serbien erklærede sig som selvstændig stat og løsrev sig fra statsunionen Serbien og Montenegro. Holdet fik officielt navneændring til Serbiens kvindefodboldlandshold den 28. juni 2006, mens Montenegros kvindefodboldlandshold blev etableret for at repræsentere den nye stat Montenegro.

## Deltagelse ved de største turneringer

### Olympiske Lege
| År    | Runde             | Placering | Kampe | V | U* | T | M+ | M- |
| ----- | ----------------- | --------- | ----- | - | -- | - | -- | -- |
| 1996  | Ikke kvalificeret | -         | -     | - | -  | - | -  | -  |
| 2000  | Ikke kvalificeret | -         | -     | - | -  | - | -  | -  |
| 2004  | Ikke kvalificeret | -         | -     | - | -  | - | -  | -  |
| 2008  | Ikke kvalificeret | -         | -     | - | -  | - | -  | -  |
| 2012  | Ikke kvalificeret | -         | -     | - | -  | - | -  | -  |
| 2016  | Ikke kvalificeret | -         | -     | - | -  | - | -  | -  |
| 2020  | TBD               | -         | -     | - | -  | - | -  | -  |
| Total | 0/6               | -         | -     | - | -  | - | -  | -  |

### Verdensmesterskabet
| VM-slutrunder | VM-slutrunder     | VM-slutrunder | VM-slutrunder | VM-slutrunder | VM-slutrunder | VM-slutrunder | VM-slutrunder | VM-slutrunder | VM-slutrunder |
| År            | Resultat          | K             | V             | U*            | T             | M+            | M-            | MF            |               |
| ------------- | ----------------- | ------------- | ------------- | ------------- | ------------- | ------------- | ------------- | ------------- | ------------- |
| 1991          | Deltog ikke       | -             | -             | -             | -             | -             | -             | -             |               |
| 1995          | Deltog ikke       | -             | -             | -             | -             | -             | -             | -             |               |
| 1999          | Ikke kvalificeret | -             | -             | -             | -             | -             | -             | -             |               |
| 2003          | Ikke kvalificeret | -             | -             | -             | -             | -             | -             | -             |               |
| 2007          | Ikke kvalificeret | -             | -             | -             | -             | -             | -             | -             |               |
| 2011          | Ikke kvalificeret | -             | -             | -             | -             | -             | -             | -             |               |
| 2015          | Ikke kvalificeret | -             | -             | -             | -             | -             | -             | -             |               |
| Total         | 0/7               | -             | -             | -             | -             | -             | -             | -             |               |

### Europamesterskabet
| År     | Runde             | Placering | Kampe | V | U* | T | M+ | M- |
| ------ | ----------------- | --------- | ----- | - | -- | - | -- | -- |
| 1993   | Ikke kvalificeret | -         | -     | - | -  | - | -  | -  |
| 1995   | Deltog ikke       | -         | -     | - | -  | - | -  | -  |
| & 1997 | Ikke kvalificeret | -         | -     | - | -  | - | -  | -  |
| 2001   | Ikke kvalificeret | -         | -     | - | -  | - | -  | -  |
| 2005   | Ikke kvalificeret | -         | -     | - | -  | - | -  | -  |
| 2009   | Ikke kvalificeret | -         | -     | - | -  | - | -  | -  |
| 2013   | Ikke kvalificeret | -         | -     | - | -  | - | -  | -  |
| 2017   | Ikke kvalificeret | -         | -     | - | -  | - | -  | -  |
| Total  | 0/8               | -         | -     | - | -  | - | -  | -  |

## Aktuel trup
Følgende spillere blev indkaldt til kvalifikationen til EM i fodbold for kvinder 2017.